# Division 1A
Die Division 1A, aufgrund eines Sponsorings seit 2016 offiziell Jupiler Pro League (1A), ist die höchste Spielklasse im belgischen Fußball. Die erste Meisterschaft im Ligabetrieb wurde erstmals 1895/96 ausgetragen, die erste belgische Liga ist damit eine der ältesten Fußball-Ligen der Welt. Die Brauerei Anheuser-Busch InBev mit ihrer Marke Jupiler ist Namensgeber der Liga. Im niederländischsprachigen Teil Belgiens wird sie meist noch als Eerste klasse bezeichnet.

## Geschichte

### Bis Saison 2008/09 einschließlich
Der belgische Fußballverband richtete seinen ersten offiziellen Wettbewerb (Coupe de Championnat) 1895/96 aus. Die sieben teilnehmenden Mannschaften waren Royal Antwerpen, FC Brügge, FC Lüttich und aus Brüssel Racing Club de Bruxelles, Léopold Club de Bruxelles, Sporting Club de Bruxelles und Union d’Ixelles. Der FC Lüttich wurde erster Meister und die beiden Tabellenletzten, Brügge und Union d’Ixelles, wurden durch den Athletic Club de Bruxelles ersetzt. Lüttich und der Racing Club dominierten die ersten Meisterschaften. Die ersten Torschützenkönige der Liga waren in den Jahren 1896–1902 die Engländer Samuel C. Hickson, Charles Grimshaw Atkinson, Herbert Pott und der Österreicher Franz König.
Von 1898 bis 1904 war die Liga zweigleisig. Die Mannschaften spielten zunächst in regionalen Vorrunden, um den Titel schließlich in einer Endrunde zu entscheiden. Eine Abteilung umfasste fünf Mannschaften aus Antwerpen, Brabant, Lüttich und Limburg; die andere aus West- und Ostflandern. Darunter bestand noch eine zweite Liga, deren Sieger einen Aufsteiger ausspielten. Zwischenzeitlich gab es 1900/01 wieder eine landesweite erste Liga, in der neun Vereine gegeneinander spielten. Die landesweite, eingleisige Fußball-Liga, die jetzt Ehrenabteilung (frz. Division d’Honneur, bzw. nl. Eerste Afdeeling) hieß, wurde 1904 endgültig eingeführt. Seit 1908 nahmen 12 Vereine daran teil, später wurde auf 16 Mannschaften aufgestockt.
Nach der Jahrhundertwende wurde Union Saint-Gilloise die bestimmende Mannschaft und gewann sechs Titel in einer Dekade. Daneben wurden auch R.C. de Bruxelles und das neue Team Beerschot AC Meister, später setzte sich der FC Brügge als Top-Club durch. Der Modus wurde öfters gewechselt, es wurde entweder in einer ein- oder zweigleisigen Liga gespielt. 1926 wurde die Liga Division d’Honneur genannt. Die 20er Jahre wurden von Teams aus Antwerpen bestimmt: Beerschot AC gewann fünf, Royal Antwerpen zwei und Lierse SK einen Titel.
Im Ersten und zeitweise im Zweiten Weltkrieg wurde die Meisterschaft nicht ausgespielt. Ab 1952/53 hatte die belgische Fußball-Liga in etwa die Struktur, die sie bis 2009 hatte. Die Zahl der teilnehmenden Mannschaften variierte gelegentlich, hatte sich zuletzt aber bei 18 Teams eingependelt. In den späten 1960er Jahren wurde der Profifußball eingeführt.
Nach dem Zweiten Weltkrieg gewann 1947 der RSC Anderlecht seinen ersten Titel, und in den späten 1950ern war Standard Lüttich zum ersten Mal erfolgreich. Von 1960 bis 1972 machten diese beiden Mannschaften den Titel unter sich aus. Die Dominanz war so groß, dass 1964 in einem Länderspiel gegen die Niederlande nach der Auswechslung des Torhüters elf Spieler des RSC Anderlecht auf dem Platz standen.
Seit dem sog. Bosman-Urteil ist die Zahl der ausländischen Spieler in den Mannschaften der Ersten Division kaum noch beschränkt. In der Folge verpflichteten die belgischen Vereine, wie es auch in anderen Ländern geschieht, zahlreiche Fußballer aus Osteuropa, Afrika und Südamerika. Dadurch bekam die belgische Liga die Funktion eines Schaufensters für die großen Vereine Europas. So haben viele namhafte Fußballer ihre internationale Karriere in Belgien begonnen, z. B. Jean-Pierre Papin (Club Brugge), Sunday Oliseh, Victor Ikpeba (FC Lüttich), Jan Koller (RSC Anderlecht) und viele andere. Eine besondere Rolle spielt die belgische Liga für afrikanische Spieler, die in großer Zahl von z. T. unseriösen Agenten nach Europa geholt werden.
Seit 1995/96 gilt die Drei-Punkte-Regel. Erst seit der Saison 2001/02 müssen die Vereine Lizenzauflagen des Verbandes erfüllen. Gleich in der ersten Saison wurde Eendracht Aalst und dem RWD Molenbeek die Lizenz entzogen.
Die erste Liga umfasste bis zur Saison 2009/10 18 Mannschaften. Der Tabellenletzte stieg direkt ab, der Vorletzte spielte mit drei Mannschaften aus der zweiten Liga den letzten freien Platz in der Division 1A aus. In der UEFA-Fünfjahreswertung lag der belgische Vereinsfußball vor der Liga-Reform auf Rang 13 (Stand: Fünfjahreswertung 2008). Damit war der Landesmeister direkt für die Champions League startberechtigt, der Zweite musste in die dritte Qualifikationsrunde. Der Dritte und der Pokalsieger starteten in der 3. Qualifikationsrunde der neuen Europa League (zuvor UEFA-Cup), der Tabellenvierte in der 2. Qualifikationsrunde. Der Meister und der Pokalsieger spielen zudem um den Supercup. Die ehemals 34 Spieltage einer Saison wurden zwischen August und Mai des Folgejahres ausgetragen.
In der Saison 2010/11 hat mit der KAS Eupen erstmals ein Verein aus der Deutschsprachigen Gemeinschaft Belgiens in der 1. Division gespielt. Der Verein stieg direkt wieder ab, schaffte in der Saison 2015/16 den direkten Wiederaufstieg und hielt sich bis 2023/24 in der Jupiler Pro League.
Belgischer Rekordmeister ist der RSC Anderlecht mit 34 Titeln vor dem FC Brügge (18 Titel), Royale Union Saint-Gilloise (11), Standard Lüttich (10), Beerschot VAC (7) und Racing de Bruxelles (6).

### Ab der Saison 2009/10
Zur neuen Saison 2009/10 wurde das Format der 1. Division drastisch verändert. Die Liga wurde von 18 auf 16 Teams reduziert und es wurden Play-offs nach der regulären Saison eingeführt. Das neue Format soll höhere Attraktivität für die Zuschauer schaffen und die größeren Vereine auf europäischer Ebene wettbewerbsfähiger machen. Deshalb wurde es allerdings von vielen, vor allem von kleineren Vereinen, kritisiert.
Am Ende der regulären Saison spielen die Vereine auf den Plätzen 1 bis 6 in einem Play-off um die Meisterschaft, in dem sie mit der Hälfte der in der regulären Saison erreichten Punkte starten. Die Vereine auf den Rängen 7 bis 14 erspielen in Play-offs, welches Team gegen den Vierten der Meisterschafts-Play-off um den letzten Europapokalplatz spielt. Die Vereine auf den Plätzen 15 und 16 spielten zunächst in fünf Play-off-Spielen gegeneinander, wobei der Tabellenfünfzehnte drei Punkte Vorsprung erhält. Der Verlierer steigt direkt in die 2. Division (seit 2016 Division 1B) ab. Der Gewinner tritt nun in einer Relegation gegen den Zweiten, Dritten und Vierten der zweiten Liga an, in der ein weiterer Platz in der ersten Liga ausgespielt wird.
Viele kritisieren dieses Format bereits und weisen darauf hin, dass dieses System bereits in der niederländischen Eredivisie scheiterte.
Ab der Saison 2019/20 wurde der Modus durch Beschluss der Generalversammlung der Vereine der Pro League (alle Vereine der Division 1A und Division 1B) vom 7. Juni 2019 geändert.
Die 16 Vereine spielen unverändert zunächst in einer Doppelrunde die reguläre Saison aus. Die Abschlusstabelle dient als Grundlage für die Qualifikation zu verschiedenen Platzierungsrunden.
Die sechs bestplatzierten Vereine nach Abschluss von 30 Spieltagen erreichen die Meisterschaftsrunde (Play-offs 1). Der Tabellenletzte steigt direkt ab; für ihn spielt der Gewinner der Aufstiegs-Play-offs der Division 1B in der kommenden Saison erstklassig.
Geändert zum Vorjahr ist, dass die Vereine auf den Plätzen 7 bis 16 der ersten Division (also einschließlich des Absteigers) zusammen mit den Vereine auf den Plätzen 1 bis 6 der Division 1B (also einschließlich des Aufsteigers) in vier Gruppen zu je vier Vereinen in jeweils einer Doppelrunde gegeneinander spielen. Die Sieger der vier Gruppen ermitteln in zwei Halbfinals die Teilnehmer am Play-off-2-Finale. Halbfinale und Finale werden jeweils mit Hin- und Rückspiel ausgetragen.
Der Sieger dieses Play-off-2-Finales tritt unverändert in einem weiteren Entscheidungsspiel gegen den Viert- oder Fünftplatzierten des Play-offs 1 um den letzten internationalen Startplatz an.
Mit Ausnahme der jeweils beiden Spieltagen am Ende der regulären Runde und der Play-offs sowie des Spieltages an Weihnachten gab es für die acht Spiele eines Spieltages sieben verschiedene Anstoßzeiten, wobei sich jeweils bei zwei Anstoßzeiten pro Spieltag die Partien überlappen durften. Der Zuschauerschnitt der Liga liegt meist knapp unter 10.000.
Unterhalb der ersten vier Ligen ist der belgische Fußball nach Provinzen organisiert. In den ersten beiden Ligen sind alle Provinzen mit Mannschaften vertreten, aus der Provinz Luxemburg kommt nur ein Zweitligist. Insgesamt ist ein deutliches Übergewicht der flämischen gegenüber den wallonischen Vereinen auszumachen. Ein Verein, die KAS Eupen kommt aus der deutschsprachigen Gemeinschaft.
In der Sommerpause 2015 verließen Aleksandar Mitrović und Chancel Mbemba den RSC Anderlecht und unterschrieben in der Premier League bei Newcastle United und Mathew Ryan wechselte vom FC Brügge in die Primera División zum FC Valencia. Daraus gewann man die Erkenntnis, dass das Gefälle zwischen den finanzschwachen belgischen Klubs und den europäischen Top-Ligen größer ist denn je. Daraus resultierend wurde eine Gegenmaßnahme beschlossen; die Division 1A wird weiter 16 Vereine haben, die zweite Liga ab der Spielzeit 2016/17 hingegen nur noch acht Mannschaften.
Die Division 1A war die weltweit erste Liga, in der aufgrund der COVID-19-Pandemie ein Saisonabbruch vorgeschlagen wurde. Der Verwaltungsrates der Pro League fasste einen entsprechenden Beschluss am 2. April 2020. Die endgültige Entscheidung mussten alle Vereine in einer Generalversammlung treffen, die mehrfach verschoben wurde. Schließlich verbot der nationale Sicherheitsrat am 6. Mai 2020 alle Sportveranstaltungen bis 31. Juli 2020 (auch ohne Zuschauer). Damit war eine Fortführung der Saison nicht mehr möglich. Bei der Generalversammlung der Vereine am 15. Mai 2020 wurde entschieden, dass die Abbruchtabelle Grundlage für alle sportlichen Entscheidungen ist. Damit war der FC Brügge Meister, der die Tabelle der Hauptrunde zum Zeitpunkt der Empfehlung mit 15 Punkten Vorsprung anführte.
Waasland-Beveren klagte erfolgreich gegen den Abstieg. In der Folge entschied die Liga am 31. Juli 2020 die Aufstockung der kommenden zwei Spielzeiten um zwei Teams auf 18 Vereine. Somit nehmen in der Saison 2020/21 mit Oud-Heverlee Löwen und K Beerschot VA beide Teilnehmer der Aufstiegsspiele aus der Division 1B am Ligabetrieb der Division 1A teil. Nach der Saison 2020/21 steigt der Letzte ab, und der Erste der Division 1B steigt auf. Die Mannschaften auf den Plätzen 17 der Division 1A und 2 der Division 1B bestreiten Relegationsspiele um den letzten freien Platz in der Division 1A.
Nachdem die Anträge mehrerer Vereine, die Reduzierung auf 16 Mannschaften um eine Saison zu verschieben, in der Generalversammlung vom 16. März 2021 noch keine Mehrheit gefunden hatten, wurde dem nach weiteren Generalversammlungen am 25. Mai 2021, am 2. Juni 2021 und am 14. Juni 2021 zugestimmt. Da in der Division 1B wieder die Ersten der beiden Tranchen in Aufstiegsspielen den Aufsteiger ermitteln, steigt nach der Saison 2021/22 der Letzte ab, und der Sieger der Aufstiegsspiele wird aufsteigen. Der Relegationsspiele wird der Vorletzte gegen den Verlierer der Aufstiegsspiele austragen.
Nach der Saison 2022/23 stiegen drei Mannschaften aus der Division 1A ab und nur der Erste der Division 1B stieg auf, so dass ab der Saison 2023/24 wieder 16 Mannschaften in der Division 1A spielen.
Die Ende 2020 in Auftrag gegebenen Studie über das beste Format für die Liga verzögert sich.
Die Fernsehrechte für die Division 1A für die Spielzeiten 2020/21 bis 2024/25 wurden zusammen mit denen für die Division 1B und für den Pokal an Eleven Sports vergeben. In Abstimmung mit Eleven Sport wurden die Anstosszeiten ab der Saison 2020/21 neu geregelt: Die acht Spiele jedes Spieltag werden so terminiert, dass sich kein Spiel mit einem anderen zeitlich überschneidet.

### Ab 2023/24

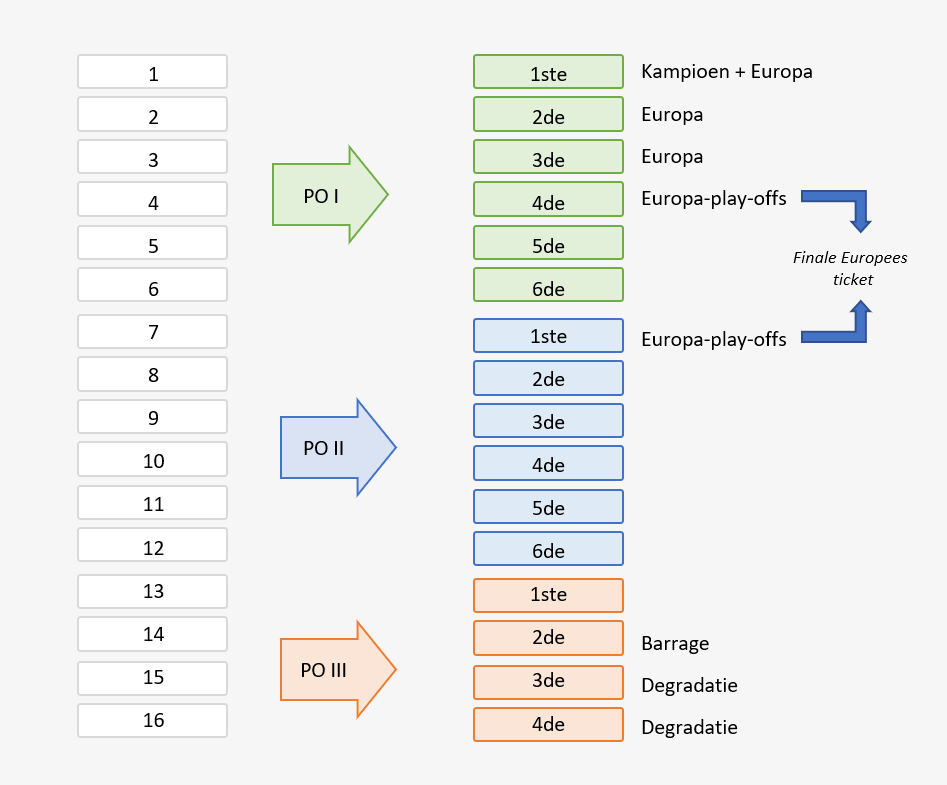
Schema der Play-off ab der Saison 2023/24 (niederländisch)

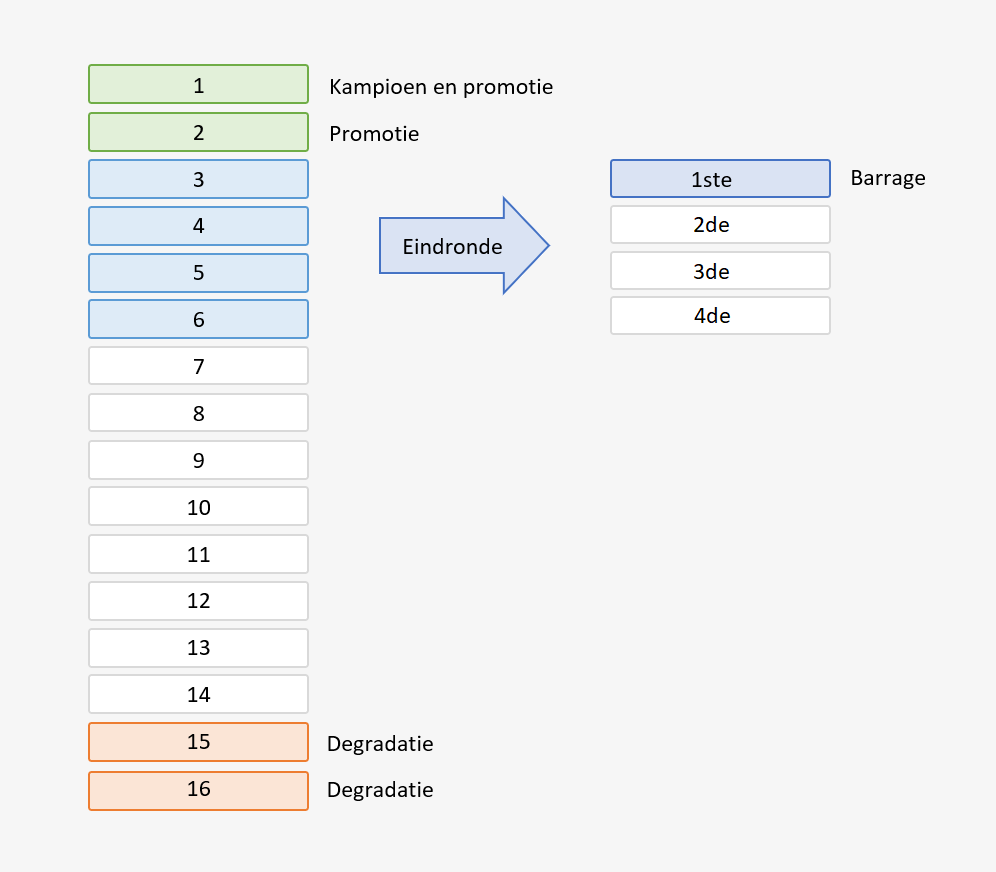
Schema der Play-off der Division 1B ab der Saison 2023/24 (niederländisch)

Durch Beschluss der Generalversammlung der Vereine vom 14. Juni 2021 wurde festgelegt, dass ab der Saison 2023/24 die Division 1A wieder aus 16 Vereinen besteht. Durch Beschluss der Generalversammlung der Vereine vom 17. Juni 2022 wurde dies bestätigt und zugleich ein neuer Modus ab der Saison 2023/24 festgelegt.
Die 16 Vereine spielen zunächst in einer Doppelrunde die reguläre Saison (Hauptrunde). Deren Abschlusstabelle dient als Grundlage für die Qualifikation zu verschiedenen Platzierungsrunden.
Die sechs bestplatzierten Vereine nach Abschluss der 30 Spieltagen erreichen die Meisterschaftsrunde (Play-off 1). Die Vereine, die nach Abschluss der Hauptrunde auf den Plätzen 6 bis 12 stehen, spielen ebenfalls eine Play-off-Runde (Play-off 2 oder Europa Play-off).
Der Sieger der Play-off 1 wird belgischer Meister und sichert sich die Teilnahme an der Play-off-Runde der UEFA Champions League. Der Vizemeister erreicht die Teilnahme an der 2. Qualifikationsrunde zur UEFA Champions League. Der drittplatzierte der Meisterschaftsrunde startet in der 2. Qualifikationsrunde zur Europa Conference League. Dort startet auch der Sieger aus dem Entscheidungsspiel zwischen dem Vierten der Meisterschaftsrunde und den Sieger der Play-off 2.
Der Pokalsieger erhält einen Startplatz in der 2. Qualifikationsrunde der Europa League. Ist der Pokalsieger Meister oder Vizemeister geworden, entfällt dieser Platz in der Europe League an den dritten der Meisterrunde und der Vierte und der Sieger der Play-off 2 spielen ohne weiteres Spiel in der Conference League. Falls der Pokalsieger sich auf Platz 3 oder 4 der Play-off 1 befindet, erhält der Sieger der Play-off 2 automatisch den Platz in der Conference League. Falls umgekehrt der Pokalsieger die Play-off 2 gewinnt, erhält die Mannschaft auf Platz 4 der Meisterschaftsrunde ohne weiteres Qualifikationsspiel diesen Startplatz.
Die Mannschaften auf den Plätzen 13 bis 16 spielen eine Play-down-Runde. Die beiden letzten Mannschaften dieser Runde steigen ab, während der Sieger der Play-down in der Division 1A verbleibt. Die Mannschaft auf Platz 2 der Play-down bestreitet die Relegationsspiele gegen den Sieger der Aufstiegsspiele der Division 1B (Mannschaften auf den Plätzen 3 bis 6 der dortigen Hauptrunde).
In der Hauptrunde zählt bei Punktgleichheit zuerst die Zahl der Siege und erst dann das Torverhältnis. Die Punkte aus der Hauptrunde werden in beide Play-offs und in den Play-down zur Hälfte übernommen und, wenn nötig, dabei aufgerundet. Mannschaften mit dieser Aufrundung haben einen Malus, so dass sie bei Punktgleichheit mit einer Mannschaft ohne diesen Malus den schlechteren Tabellenplatz erhalten. Danach entscheidet unter punktgleichen Vereinen die höhere Platzierung in der Hauptrunde. Entsprechend rufen die weiteren Begegnungen je nach Tabellensituation teilweise nur geringfügige Änderungen hervor.

## Namenshistorie
- 1895/96 – 1903/04: Championship Cup[21]
- 1904/05 – 1925/26: 1. Division (franz. Première Division, niederl. Eerste Afdeling, deutsch Erste Division)
- 1926/27 – 1951/52: Division d’Honneur (niederl. Eredivisie)
- 1952/53 – 2015/16: 1. Division (franz. Première Division, niederl. Eerste Afdeling, deutsch Erste Division)
  - 1993/94 – 2007/08: Jupiler League
  - 2008/09 – 2015/16: Jupiler Pro League
- seit 2016/17: Division 1A[22]
  - seit 2016/17: Jupiler Pro League (1A)

## Teilnehmer
| Verein                                                                        | Stadion                                                                       | Kapazität                                                                     |
| aus der Division 1A 2024/25 in der Reihenfolge der Platzierung der Hauptrunde | aus der Division 1A 2024/25 in der Reihenfolge der Platzierung der Hauptrunde | aus der Division 1A 2024/25 in der Reihenfolge der Platzierung der Hauptrunde |
| ----------------------------------------------------------------------------- | ----------------------------------------------------------------------------- | ----------------------------------------------------------------------------- |
| KRC Genk                                                                      | Cegeka Arena                                                                  | 23.718                                                                        |
| FC Brügge                                                                     | Jan-Breydel-Stadion                                                           | 29.062                                                                        |
| Royale Union Saint-Gilloise                                                   | Stade Joseph Marien                                                           | 09.400                                                                        |
| RSC Anderlecht                                                                | Lotto Park                                                                    | 21.500                                                                        |
| Royal Antwerpen                                                               | Bosuilstadion                                                                 | 16.144                                                                        |
| KAA Gent                                                                      | Planet Group Arena                                                            | 20.000                                                                        |
| Standard Lüttich                                                              | Maurice-Dufrasne-Stadion                                                      | 30.023                                                                        |
| KV Mechelen                                                                   | AFAS Stadion                                                                  | 16.672                                                                        |
| KVC Westerlo                                                                  | Het Kuipje                                                                    | 08.035                                                                        |
| Sporting Charleroi                                                            | Stade du Pays de Charleroi                                                    | 14.891                                                                        |
| Oud-Heverlee Löwen                                                            | King Power at Den Dreef Stadion                                               | 10.020                                                                        |
| F.C.V. Dender E.H.                                                            | Dender Football Complex                                                       | 06.429                                                                        |
| dem Ersten der Play-down-Runde der Division 1A 2024/25                        |                                                                               |                                                                               |
| VV St. Truiden                                                                | Stayen                                                                        | 12.500                                                                        |
| dem Sieger der Relegationsspiele gegen die Division 1B 2024/25                |                                                                               |                                                                               |
| Cercle Brügge                                                                 | Jan-Breydel-Stadion                                                           | 29.062                                                                        |
| die Aufsteiger aus der Division 1B 2024/25                                    |                                                                               |                                                                               |
| SV Zulte Waregem                                                              | Elindus Arena                                                                 | 12.250                                                                        |
| RAAL La Louvière                                                              | Easi Arena                                                                    | 8.050                                                                         |

## Statistik

### Alle Meister
| - 2024/25 Royale Union Saint-Gilloise - 2023/24 FC Brügge - 2022/23 Royal Antwerpen - 2021/22 FC Brügge - 2020/21 FC Brügge - 2019/20 FC Brügge * - 2018/19 KRC Genk - 2017/18 FC Brügge - 2016/17 RSC Anderlecht - 2015/16 FC Brügge - 2014/15 KAA Gent - 2013/14 RSC Anderlecht - 2012/13 RSC Anderlecht - 2011/12 RSC Anderlecht - 2010/11 KRC Genk - 2009/10 RSC Anderlecht - 2008/09 Standard Lüttich - 2007/08 Standard Lüttich - 2006/07 RSC Anderlecht - 2005/06 RSC Anderlecht - 2004/05 FC Brügge - 2003/04 RSC Anderlecht - 2002/03 FC Brügge - 2001/02 KRC Genk - 2000/01 RSC Anderlecht - 1999/00 RSC Anderlecht - 1998/99 KRC Genk - 1997/98 FC Brügge - 1996/97 Lierse SK - 1995/96 FC Brügge - 1994/95 RSC Anderlecht - 1993/94 RSC Anderlecht - 1992/93 RSC Anderlecht - 1991/92 FC Brügge - 1990/91 RSC Anderlecht - 1989/90 FC Brügge - 1988/89 KV Mechelen - 1987/88 FC Brügge - 1986/87 RSC Anderlecht - 1985/86 RSC Anderlecht - 1984/85 RSC Anderlecht - 1983/84 SK Beveren - 1982/83 Standard Lüttich - 1981/82 Standard Lüttich | - 1980/81 SC Anderlechtois - 1979/80 FC Brügge - 1978/79 SK Beveren - 1977/78 FC Brügge - 1976/77 FC Brügge - 1975/76 FC Brügge - 1974/75 RWD Molenbeek - 1973/74 SC Anderlechtois - 1972/73 FC Brügge - 1971/72 SC Anderlechtois - 1970/71 Standard Lüttich - 1969/70 Standard Lüttich - 1968/69 Standard Lüttich - 1967/68 SC Anderlechtois - 1966/67 SC Anderlechtois - 1965/66 SC Anderlechtois - 1964/65 SC Anderlechtois - 1963/64 SC Anderlechtois - 1962/63 Standard Lüttich - 1961/62 SC Anderlechtois - 1960/61 Standard Lüttich - 1959/60 Lierse SK - 1958/59 SC Anderlechtois - 1957/58 Standard Lüttich - 1956/57 Royal Antwerpen - 1955/56 SC Anderlechtois - 1954/55 SC Anderlechtois - 1953/54 SC Anderlechtois - 1952/53 FC Lüttich - 1951/52 FC Lüttich - 1950/51 SC Anderlechtois - 1949/50 SC Anderlechtois - 1948/49 SC Anderlechtois - 1947/48 FC Malines - 1946/47 SC Anderlechtois - 1945/46 FC Malines - 1944/45 Kein Wettbewerb - 1943/44 Royal Antwerpen - 1942/43 FC Malines - 1941/42 Lierse SK - 1940/41 Kein Wettbewerb - 1939/40 Kein Wettbewerb - 1938/39 Beerschot AC | - 1937/38 Beerschot AC - 1936/37 Daring Club de Bruxelles - 1935/36 Daring Club de Bruxelles - 1934/35 Royale Union Saint-Gilloise - 1933/34 Royale Union St Gilloise - 1932/33 Royale Union St Gilloise - 1931/32 Lierse SK - 1930/31 Royal Antwerpen - 1929/30 RCS Brügge - 1928/29 Royal Antwerpen - 1927/28 Beerschot AC - 1926/27 RCS Brügge - 1925/26 Beerschot AC - 1924/25 Beerschot AC - 1923/24 Beerschot AC - 1922/23 Royale Union St Gilloise - 1921/22 Beerschot AC - 1920/21 Daring Club de Bruxelles - 1919/20 FC Brügge - 1918/19 kein Wettbewerb - 1917/18 kein Wettbewerb - 1916/17 kein Wettbewerb - 1915/16 kein Wettbewerb - 1914/15 kein Wettbewerb - 1913/14 Daring Club de Bruxelles - 1912/13 Union St. Gilloise - 1911/12 Daring Club de Bruxelles - 1910/11 RCS Brügge - 1909/10 Royale Union St. Gilloise - 1908/09 Royale Union St. Gilloise - 1907/08 Racing Club de Bruxelles - 1906/07 Royale Union Saint-Gilloise - 1905/06 Royale Union St. Gilloise - 1904/05 Royale Union St. Gilloise - 1903/04 Royale Union St. Gilloise - 1902/03 Racing Club de Bruxelles - 1901/02 Racing Club de Bruxelles - 1900/01 Racing Club de Bruxelles - 1899/00 Racing Club de Bruxelles - 1898/99 FC Lüttich - 1897/98 FC Lüttich - 1896/97 Racing Club de Bruxelles - 1895/96 FC Lüttich |

### Rekordmeister
| Rang | Verein                      | Titel |
| ---- | --------------------------- | ----- |
| 01.  | RSC Anderlecht              | 34    |
| 02.  | FC Brügge                   | 19    |
| 03.  | Royale Union Saint-Gilloise | 12    |
| 04.  | Standard Lüttich            | 10    |
| 05.  | Beerschot AC                | 07    |
| 06.  | Racing Club de Bruxelles    | 06    |
| 7.   | Daring Club de Bruxelles    | 05    |
| 7.   | RFC Lüttich                 | 05    |
| 7.   | Royal Antwerpen             | 05    |
| 10.  | KV Mechelen                 | 04    |
| 10.  | Lierse SK                   | 04    |
| 10.  | KRC Genk                    | 04    |
| 13.  | Cercle Brügge               | 03    |
| 14.  | KSK Beveren                 | 02    |
| 15.  | RWDM                        | 01    |
| 15.  | KAA Gent                    | 01    |

Entwicklung
- 1896: RFC Lüttich
- 1897: RFC Lüttich und Racing Club de Bruxelles
- 1898–00: RFC Lüttich (2–3)
- 1901: RFC Lüttich und Racing Club de Bruxelles
- 1902–1906: Racing Club de Bruxelles (4)
- 1907: Racing Club de Bruxelles und Union St. Gilloise
- 1908: Racing Club de Bruxelles (5)
- 1909: Racing Club de Bruxelles und Union St. Gilloise
- 1910–1964: Union St. Gilloise (6–11)
- 1965: Union St. Gilloise und RSC Anderlecht
- 1966–: RSC Anderlecht (12–34)

### Torschützenkönige
Vier Deutsche wurden bisher belgischer Torschützenkönig: 1969/70 Lothar Emmerich (K. Beerschot VAV, 29 Tore), 1970/71 Erwin Kostedde (Standard Lüttich, 26 Tore), 1977/78 Harald Nickel (Standard Lüttich, 22 Tore) und 1978/79 Erwin Albert (KSK Beveren, 28 Tore). In den Anfangsjahren der Liga wurde der Schweizer Franz König (Royal Racing Club Bruxelles) 1897/98 und 1898/99 Titelträger. Zweimal Torschützenkönig wurde der Österreicher Alfred Riedl 1972/73 (Sint-Truiden VV, 16 Tore) und 1974/75 (Royal Antwerpen, 28 Tore). Erwin Vandenbergh war zwischen 1979/80 und 1990/91 sechsmal erfolgreichster Schütze.

#### Die Torschützenkönige ab Einführung der Play-off
| Saison  | Spieler             | Land        | Verein                      | Tore |
| ------- | ------------------- | ----------- | --------------------------- | ---- |
| 2009/10 | Romelu Lukaku       | Belgier     | RSC Anderlecht              | 15   |
| 2010/11 | Ivan Perišić        | Kroate      | FC Brügge                   | 22   |
| 2011/12 | Jérémy Perbet       | Franzose    | RAEC Mons                   | 25   |
| 2012/13 | Carlos Bacca        | Kolumbianer | FC Brügge                   | 25   |
| 2013/14 | Michy Batshuayi     | Belgier     | Standard Lüttich            | 22   |
| 2014/15 | Aleksandar Mitrović | Serbe       | RSC Anderlecht              | 20   |
| 2015/16 | Sofiane Hanni       | Algerier    | KV Mechelen                 | 14   |
| 2015/16 | Jérémy Perbet       | Franzose    | Sporting Charleroi          | 14   |
| 2016/17 | Henry Onyekuru      | Nigerianer  | KAS Eupen                   | 22   |
| 2016/17 | Łukasz Teodorczyk   | Pole        | RSC Anderlecht              | 22   |
| 2017/18 | Hamdi Harbaoui      | Tunesier    | SV Zulte Waregem            | 22   |
| 2018/19 | Hamdi Harbaoui      | Tunesier    | SV Zulte Waregem            | 25   |
| 2019/20 | Dieumerci Mbokani   | Kongolese   | Royal Antwerpen             | 18 * |
| 2020/21 | Paul Onuachu        | Nigerianer  | KRC Genk                    | 33   |
| 2021/22 | Deniz Undav         | Deutscher   | Royale Union Saint-Gilloise | 26   |
| 2022/23 | Hugo Cuypers        | Belgier     | KAA Gent                    | 27   |
| 2023/24 | Kévin Denkey        | Togolese    | Cercle Brügge               | 27   |
| 2024/25 | Adriano Bertaccini  | Belgier     | VV St. Truiden              | 21   |

### UEFA-Fünfjahreswertung
Platzierung in der UEFA-Fünfjahreswertung:
(in Klammern die Vorjahresplatzierung). Die Kürzel CL, EL und CO hinter den Länderkoeffizienten geben die Anzahl der Vertreter in der Saison 2026/27 der Champions League, der Europa League sowie der Conference League an.
- 06.  (06)  Niederlande (Liga, Pokal) – Koeffizient: 67.150 – CL: 3, EL: 2, CO: 1
- 07.  (07)  Portugal (Liga, Pokal) – Koeffizient: 62.266 – CL: 2, EL: 2, CO: 1
- 08.  (08)  Belgien (Liga, Pokal) – Koeffizient: 56.850 – CL: 2, EL: 2, CO: 1
- 09.  (10)  Tschechien (Liga, Pokal) – Koeffizient: 44.100 – CL: 2, EL: 2, CO: 1
- 10.  (09)  Türkei (Liga, Pokal) – Koeffizient: 43.900 – CL: 2, EL: 1, CO: 2

Stand: Ende der Europapokalsaison 2024/25

### Zuschauerstatistik
Entwicklung der Zuschauerzahlen in der regulären Saison (ohne Playoffs) seit dem Jahr 2000.
| Saison    | Schnitt         | Spiele    | Gesamt    |
| --------- | --------------- | --------- | --------- |
| 2000/01   | 09.856          | 306       | 3.015.908 |
| 2001/02   | 09.338          | 306       | 2.857.388 |
| 2002/03   | 10.377          | 272       | 2.822.616 |
| 2003/04   | 10.062          | 306       | 3.078.891 |
| 2004/05   | 9.719           | 306       | 2.974.132 |
| 2005/06   | 10.322          | 306       | 3.158.492 |
| 2006/07   | 10.718          | 306       | 3.279.617 |
| 2007/08   | 11.374          | 305       | 3.469.054 |
| 2008/09   | 11.029          | 306       | 3.374.909 |
| 2009/10   | 11.872          | 240       | 2.706.807 |
| 2010/11   | 11.676          | 240       | 2.802.160 |
| 2011/12   | 11.731          | 240       | 2.815.321 |
| 2012/13   | 11.164          | 240       | 2.679.335 |
| 2013/14   | 11.781          | 240       | 2.827.373 |
| 2014/15   | 11.677          | 240       | 2.802.516 |
| 2015/16   | 11.959          | 240       | 2.870.253 |
| 2016/17   | 11.157          | 240       | 2.677.582 |
| 2017/18   | 11.915          | 240       | 2.859.483 |
| 2018/19   | 10.000          | 332       | 3.320.051 |
| 2019/20 1 | 10.664          | 232       | 2.469.389 |
| 2020/21 2 | 03.953          | 332 (045) | 0.177.902 |
| 2021/22 3 | 08.067 (08.903) | 332 (299) | 2.662.052 |
| 2022/23   | 09.533          | 330       | 3.107.748 |
| 2023/24   | 11.323          | 305       | 3.430.844 |